# Barbara Garson
Barbara Garson (Brooklyn, 7 de julio de 1941) es una dramaturga, escritora y activista estadounidense, reconocida principalmente por su obra MacBird!

## Carrera
Garson inició su carrera en la década de 1960, publicando numerosos ensayos y reseñas teatrales para el diario The Village Voice. Su obra más famosa, MacBird!, una parodia política de Macbeth de 1966, se convirtió en "una de las obras más controvertidas producidas en los años 1960". Su primera edición vendió más de 200 mil ejemplares en 1967, año en que fue estrenada en Nueva York en una producción protagonizada por Stacy Keach, William Devane, Cleavon Little y Rue McClanahan. Desde entonces, la obra ha visto más de 300 producciones en todo el mundo y ha vendido más de medio millón de copias.
Adicionalmente, Garson creó otras obras como Going Co-op, The Dinosaur Door (en la que actuó el reconocido actor Vin Diesel en sus primeros años de carrera) y The Department, además de escribir algunos libros de no ficción y una gran cantidad de artículos que aparecieron en publicaciones como The New York Times, The Washington Post, The Boston Globe y Los Angeles Times, entre muchos otros. Como activista, participó activamente en protestas contra la Guerra de Irak y Toma Wall Street.